# Salón de la Fama del Rugby

Método para la investidura de miembros.

El Salón de la Fama del Rugby fue un instituto en Nueva Zelanda que rendía homenaje a los hombres que aportaron a este deporte. Se clausuró en 2007 y su finalidad es continuada por el World Rugby Salón de la Fama.

## Historia

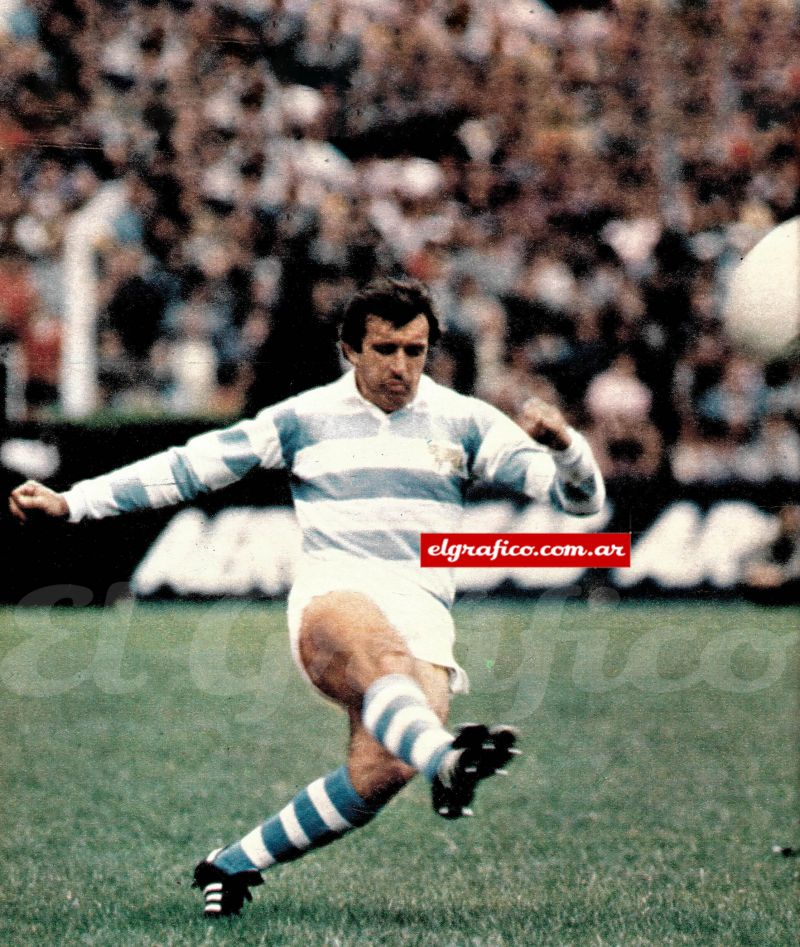
Hugo Porta es el único miembro de Argentina.

Se creó en 1997 por personalidades del rugby, en su mayoría exjugadores y dirigentes, como un fideicomiso de caridad y se estableció su dirección en Chiswick; una ciudad de Londres, donde tuvieron lugar todas las investiduras.
Para postular a un nuevo miembro, debía abonarse un precio y el candidato era sometido a evaluación. De aprobarse su inclusión, los investidos se añadían en ceremonias que se realizaban cada dos años. Existían criterios de elegibilidad: para un jugador se requería que lleve retirado el mínimo de más de un año y que haya jugado internacionalmente (esto no se requería para aquellos que jugaron antes de 1900). Otras personalidades como árbitros, entrenadores, dirigentes y periodistas; también podían ser incluidos por una contribución particular al juego.
El Comité de Examen estaba compuesto por un grupo de críticos y periodistas internacionales, que nunca superó los 25 jueces y del que se intentaba; estén representadas las principales naciones practicantes del rugby. Para ser aprobados los nominados debían ser votados por una mayoría de 3/4 del total de los jueces.
Durante su existencia no integró a las protagonistas del rugby femenino. De las diez selecciones nacionales de élite (nivel 1), según el World Rugby Ranking, sólo Italia no tuvo ningún miembro en el Salón.

## 1997

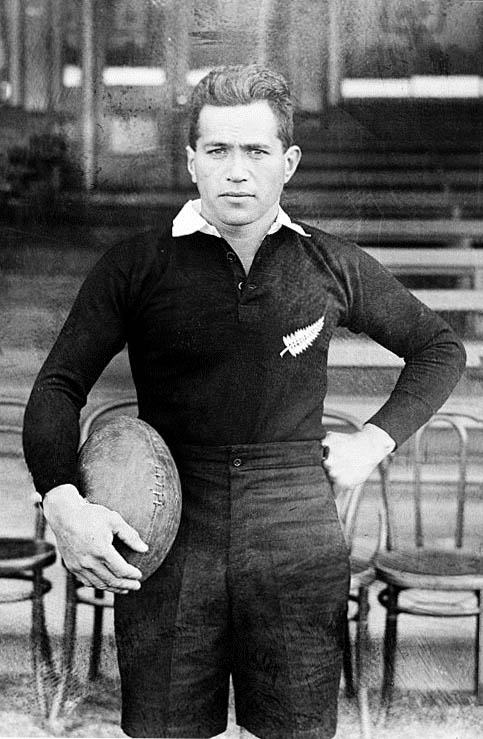
George Nepia

| Miembro           | Internacional | Mérito                                                         |
| ----------------- | ------------- | -------------------------------------------------------------- |
| Serge Blanco      | 1980–1991     | Considerado el mejor fullback de la historia.                  |
| Danie Craven      | 1931–1938     | Destacado entrenador de los Springboks y dirigente.            |
| Gareth Edwards    | 1967–1978     | Medio scrum, estimado el mejor del siglo XX.[1]                |
| Mark Ella         | 1980–1984     | Valorado el mejor apertura que tuvieron los Wallabies.         |
| Mike Gibson       | 1964–1979     | Jugó en cinco giras con los British and Irish Lions.           |
| Barry John        | 1966–1972     | Considerado el mejor apertura que tuvieron los Dragones rojos. |
| Willie McBride    | 1962–1975     | Segunda línea, estimado el mejor que dio Irlanda.              |
| Colin Meads       | 1957–1971     | Valorado el mejor segunda línea del siglo XX.                  |
| Cliff Morgan      | 1951–1958     | Destacado apertura de los Dragones rojos y los British Lions.  |
| George Nepia      | 1924–1930     | Destacado fullback de los All Blacks.                          |
| Tony O'Reilly     | 1955–1970     | Considerado el mejor wing europeo del siglo XX.                |
| Frik du Preez     | 1961–1971     | Estimado el mejor segunda línea africano del siglo XX.         |
| Hugo Porta        | 1971–1990     | Valorado el mejor apertura que dio América.                    |
| Jean-Pierre Rives | 1975–1984     | Destacado ala de Les Bleus.                                    |
| J. P. R. Williams | 1969–1981     | Considerado el mejor fullback británico de la historia.        |

## 1999

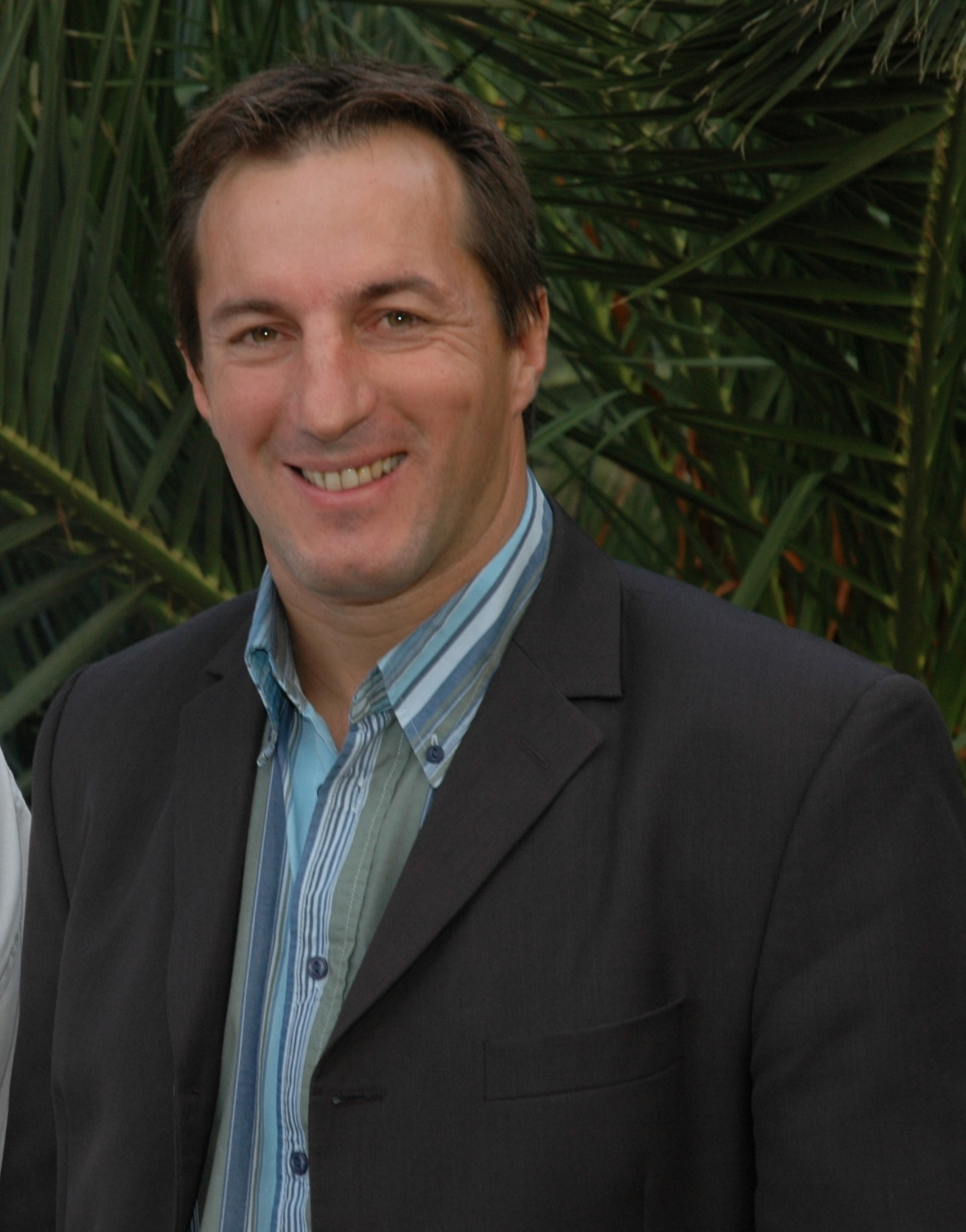
Philippe Sella

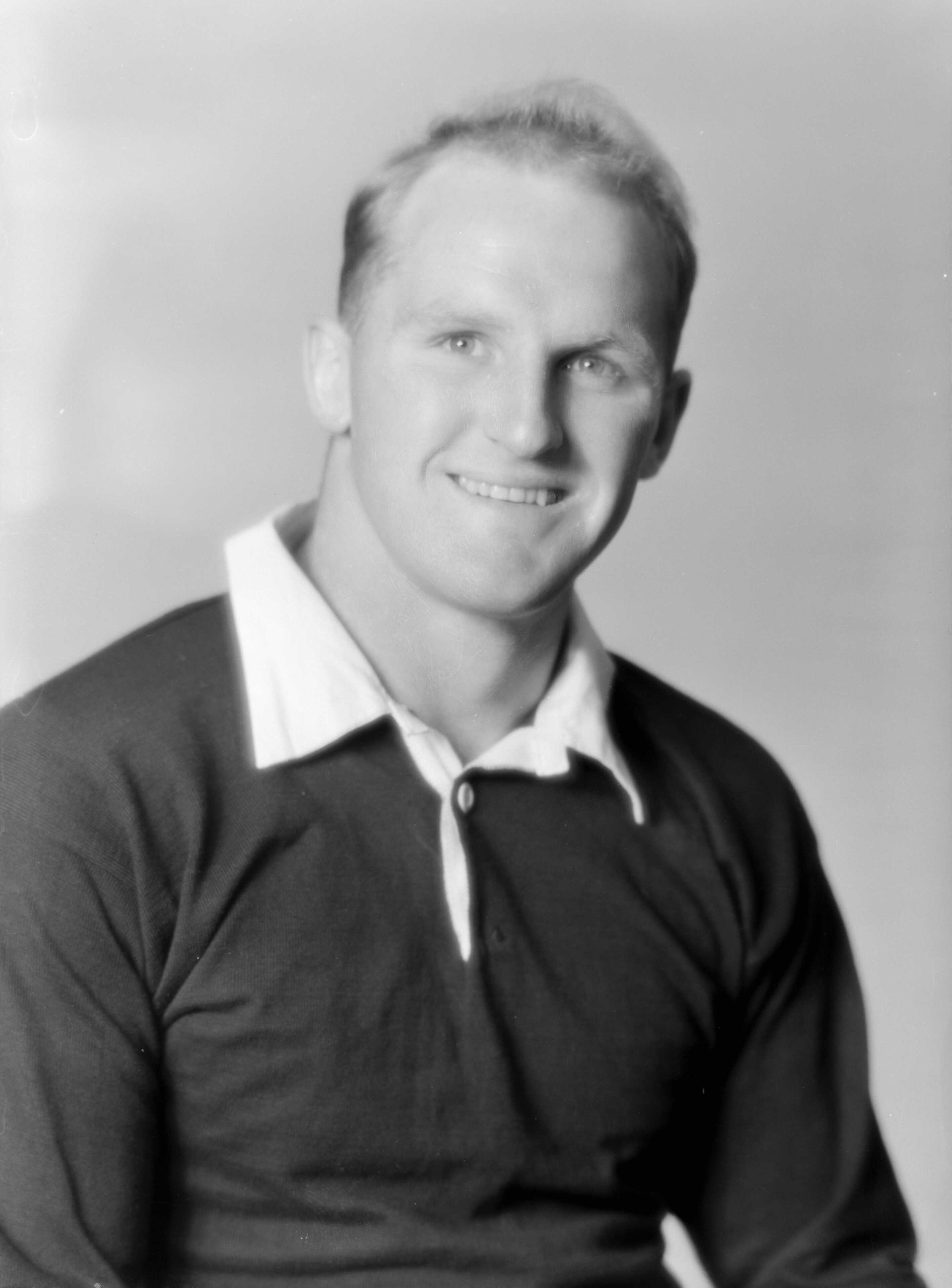
Wilson Whineray

| Miembro          | Internacional | Mérito                                                                         |
| ---------------- | ------------- | ------------------------------------------------------------------------------ |
| Gerald Davies    | 1966–1978     |                                                                                |
| Morné du Plessis | 1971–1980     |                                                                                |
| Nick Farr-Jones  | 1984–1993     |                                                                                |
| Andy Irvine      | 1972–1982     |                                                                                |
| Carwyn James     | 1958          | Considerado el mejor entrenador de los British and Irish Lions en la historia. |
| Jack Kyle        | 1946–1958     |                                                                                |
| Brian Lochore    | 1964–1971     | Entrenador campeón del mundo en Nueva Zelanda 1987.                            |
| Philippe Sella   | 1982–1995     |                                                                                |
| Wavell Wakefield | 1920–1927     |                                                                                |
| Wilson Whineray  | 1957–1965     |                                                                                |

## 2001

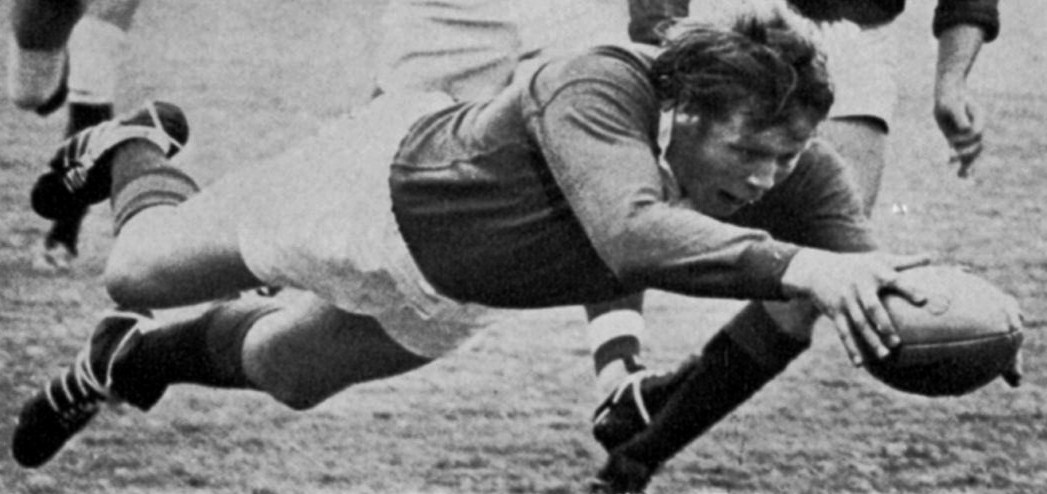
Gordon Brown

| Miembro          | Internacional | Mérito                                   |
| ---------------- | ------------- | ---------------------------------------- |
| Gordon Brown     | –             |                                          |
| David Campese    | –             |                                          |
| Ken Catchpole    |               |                                          |
| Don Clarke       |               |                                          |
| Mervyn Davies    |               |                                          |
| Sean Fitzpatrick |               |                                          |
| Michael Lynagh   |               |                                          |
| Bill McLaren     | —             | Periodista, célebre relator de partidos. |
| Hennie Muller    |               |                                          |
| Jean Prat        |               |                                          |

## 2003

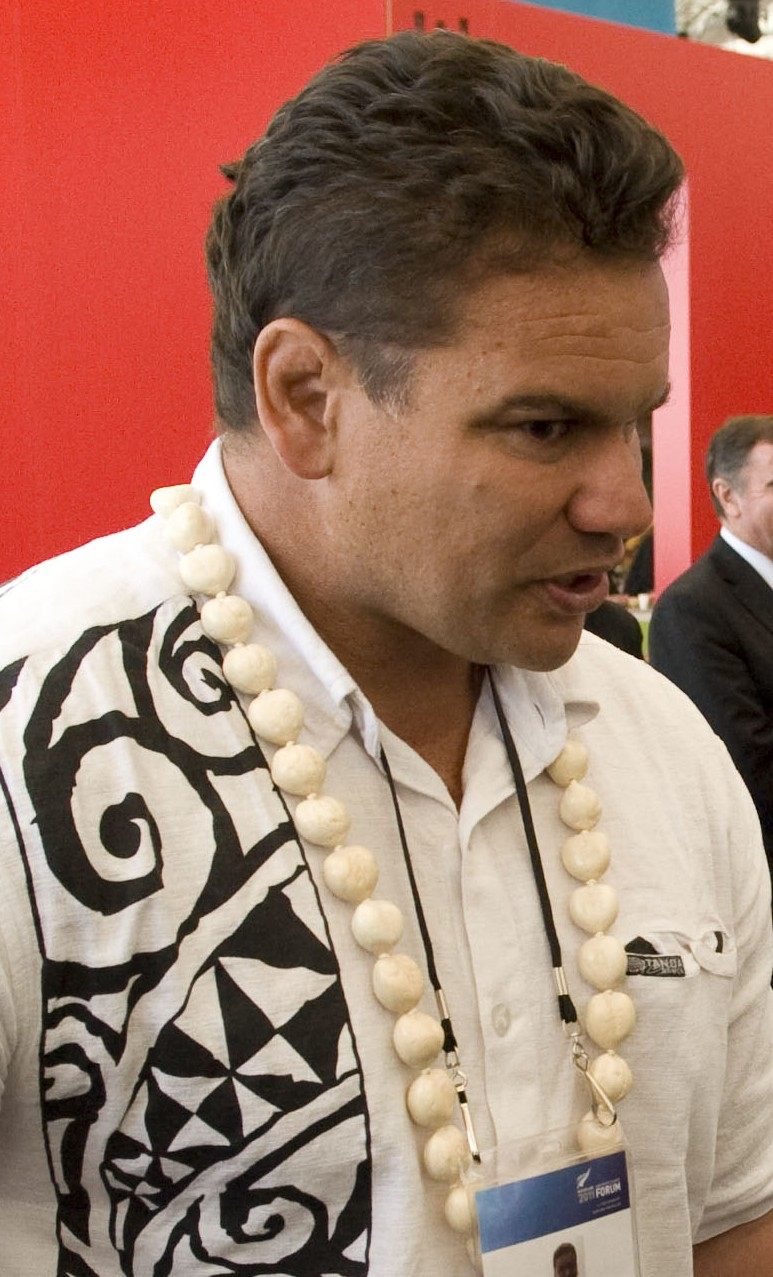
Michael Jones

| Miembro         | Internacional | Mérito |
| --------------- | ------------- | ------ |
| Bill Beaumont   |               |        |
| Gavin Hastings  |               |        |
| Tim Horan       |               |        |
| Michael Jones   |               |        |
| Ian Kirkpatrick |               |        |
| John Kirwan     |               |        |
| Jo Maso         |               |        |
| Syd Millar      |               |        |

## 2005

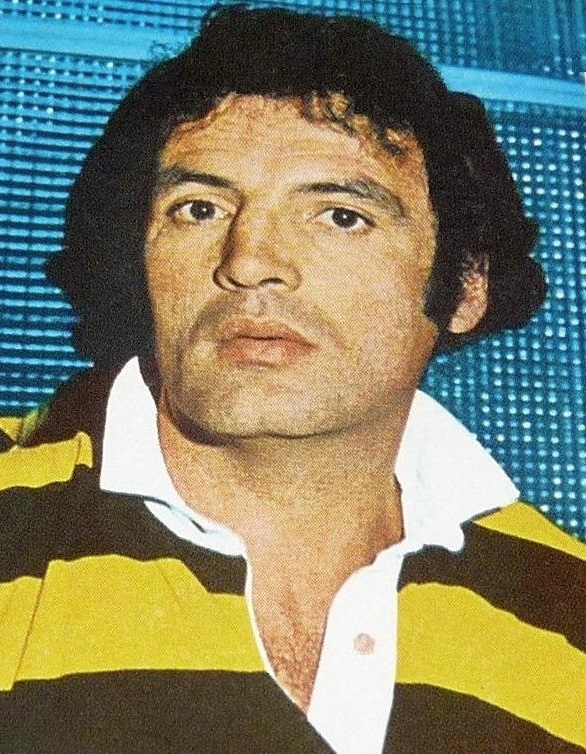
André Boniface

| Miembro          | Internacional | Mérito                           |
| ---------------- | ------------- | -------------------------------- |
| Fred Allen       | –             |                                  |
| Phil Bennett     | –             |                                  |
| André Boniface   | –             |                                  |
| Naas Botha       | –             |                                  |
| John Eales       | –             |                                  |
| Grant Fox        | –             |                                  |
| Dave Gallaher    | –             |                                  |
| Martin Johnson   | –             |                                  |
| Ian McGeechan    | –             |                                  |
| Gwyn Nicholls    | –             |                                  |
| Francois Pienaar | –             |                                  |
| Keith Wood       | –             | Mejor jugador del Mundo en 2001. |

## 2007

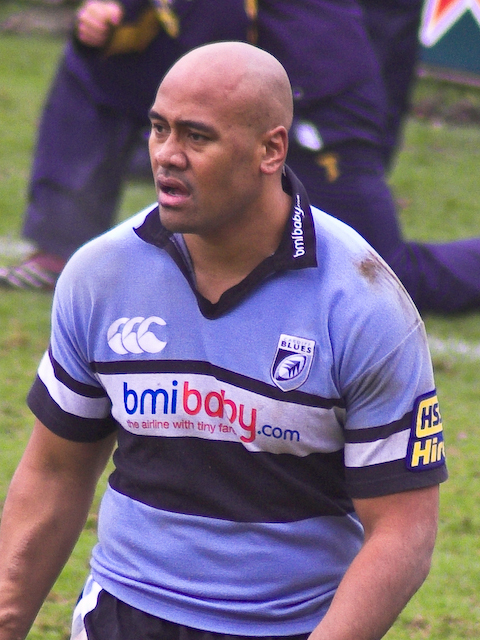
Jonah Lomu murió a los 40 años.

| Miembro                  | Internacional | Mérito     |
| ------------------------ | ------------- | ---------- |
| Ieuan Evans              | –             |            |
| Danie Gerber             | –             |            |
| Tom Kiernan              | –             |            |
| Jason Leonard            | –             |            |
| Jonah Lomu               | –             |            |
| Terry McLean             | —             | Periodista |
| Graham Mourie            | –             |            |
| Bennie Osler             | –             |            |
| Fergus Slattery          | –             |            |
| Joost van der Westhuizen | –             |            |